# Wojciech Szrajber
Wojciech Wiktor Szrajber (ur. 10 września 1954 w Łodzi, zm. 25 września 2019 w Bielsku-Białej) - menadżer ochrony zdrowia, ekonomista, Dyrektor Wojewódzkiego Szpitala Specjalistycznego im. M. Kopernika w Łodzi, Łodzianin Roku 2014

## Życiorys
Szrajber ukończył studia ekonomiczne na Uniwersytecie Łódzkim, a następnie także studia podyplomowe  związane z zarządzaniem firmą medyczną i w zakresie ubezpieczeń zdrowotnych. Był Zastępcą Dyrektora ds. Zarządzania i Eksploatacji Instytutu Centrum Zdrowia Matki Polki w Łodzi w latach 1995-1998, następnie głównym specjalistą w Biurze Pełnomocnika Rządu ds. Wprowadzenia Powszechnego Ubezpieczenia Zdrowotnego. W latach 1999–2000 pracował jako naczelnik Wydziału Pogotowia Ratunkowego i Pomocy Doraźnej Mazowieckiej Regionalnej Kasy Chorych w Warszawie. Następnie do 2003 był dyrektorem Oddziału Warszawskiego Mazowieckiej Regionalnej Kasy Chorych, by później przez rok pełnić funkcję Zastępcy Dyrektora ds. Służb Mundurowych oraz p.o. Zastępcy Dyrektora ds. Finansowo-Ekonomicznych w Łódzkim Oddziale Wojewódzkim NFZ. W latach 2004–2006 był  Dyrektorem Naczelnym Zakładu Opieki Zdrowotnej MSWiA w Łodzi, a następnie od 2006 do 2007 zastępcą kanclerza na Uniwersytecie Łódzkim. Od 2007 pełnił funkcję dyrektora Wojewódzkiego Szpitala Specjalistycznego im. M. Kopernika w Łodzi.
W październiku 2008 zainicjował i współorganizował akcję „Wspólnie dla łódzkiej onkologii”, mającej na celu poprawę warunków leczenia pacjentów onkologicznych i zyskując w ten sposób znaczne dotacje dla szpitala im. M. Kopernika w Łodzi.
Szrajber zmarł w szpitalu w Bielsku-Białej w wyniku powikłań związanych z przeprowadzonym zabiegiem kardiologicznym.
Został pochowany na Starym Cmentarzu w Łodzi.

## Odznaczenia
- Nagroda im. Aliny Pieńkowskiej (2006) gazety „Służba Zdrowia”  - dla szczególnie zasłużonych dla ochrony zdrowia w Polsce,
- Złota Odznaka za Zasługi dla Samorządu Lekarskiego (2006),
- Odznaka honorowa „Za zasługi dla ochrony zdrowia” (2013),
- Łodzianin roku (2014),
- Tytuł Prymariusza (2014) za wybitny wkład w rozwój ochrony zdrowia,
- Nagroda zespołowa III stopnia Ministra Edukacji Narodowej z tytułu osiągnięć naukowych[6].

## Publikacje
Szrajber opublikował kilkadziesiąt prac naukowych z dziedziny organizacji i finansowania ochrony zdrowia, a także był współautorem książek:
- „Poprawa opieki perinatalnej”,
- „Rak sutka-zasady wczesnego wykrywania”[6].